# 薬疹
薬疹（やくしん）とは薬剤及びその代謝産物が原因となって起こる皮膚粘膜反応のこと。

## 薬疹の機序
機序としては用量非依存性のアレルギー性のものと用量依存性の中毒性のものに分けられる。アレルギー性のものにはI型、III型、IV型の物がある。中毒性のものも薬剤自体の副作用によるものも多いが、他に相互作用や個体の性質によるものも多いため、一概にメカニズムを語ることは難しい。

## 薬疹の法則
- 全ての薬剤は薬疹をおこしうる。
- 同一薬剤でも様々な発疹型をみる。
- 臨床型は固定されたものではなく、原因薬の中止にためらっていると急速に重症型に移行しうる。

## 薬疹の鑑別
薬剤使用中に発疹を認めることは多い。鑑別が必要な疾患として急性ウイルス性発疹症などがある。

### 薬疹の特徴
抗生物質、消炎鎮痛薬、降圧薬、中枢神経作用薬は薬疹を引き起こしやすいとされる。また薬疹のパターンは13種ほど知られており、移行があるとはいえ個々の薬剤で起こしやすいパターンは決まっている。13種とは中毒性表皮壊死症 (TEN)、スティーブンス・ジョンソン症候群（粘膜・皮膚・眼症候群）、多形紅斑、紅斑丘疹、蕁麻疹、皮膚炎、紅皮症、扁平苔癬、紫斑、光線過敏、全身性エリテマトーデス、固定薬疹、天疱瘡の13種である。薬物によって出やすい型というものもある。頻度としては紅斑丘疹型が50パーセントと最も多く、ついで多形紅斑型、固定疹型となっている。また、典型的には薬疹は薬剤投与開始1-2週間後に全身性、対称性の紅斑として認められる場合が多い。

### 薬疹の鑑別疾患
鑑別としてあがるのはまずは急性ウイルス性発疹症でありEBウイルス、サイトメガロウイルス、HHV-6などが多い。抗体価やリンパ球中のCD4/CD8比などをみれば鑑別できる。しかし、ウイルス感染を証明できてもウイルス感染は薬疹の増悪因子でもあるので非常に難しい。他には天疱瘡、類天疱瘡といった水疱形成性疾患は水疱形成をする薬疹と鑑別が難しく、病理診断で区別を行う。ブドウ球菌性熱傷様皮膚症候群 (SSSS) も区別が必要だが成人では稀ということが除外に役にたつ。

## 薬疹の診断
確定診断としては薬物の投与により発症し、中止により軽快することで疑い、パッチテスト陽性、リンパ球刺激試験陽性、誘発試験陽性で確実となる。とはいえ、これらの検査は信頼度が低かったり、アナフィラキシー型などでは行いにくいのが実情である。重症度もコンセンサスを得られている分類はないが皮疹に比べて粘膜症状が強いものは要注意であり間質性肺炎の有無（画像診断、血中KL6値など）、白血球の低下は指標になると言われている。

## 薬疹の治療
重症型に移行した場合は死にも至るので治療は始めなければならない。治療としてはまずは原因と思われる薬剤（思い切って全部）の投与を中止する。アナフィラキシーショック型（例えばTEN）には気道確保、副腎ステロイドやアドレナリン投与、輸液といった全身管理が必要となる。発疹に対しては症状に応じて副腎ステロイドや抗ヒスタミン薬の内服を行う。最近、原因薬内服開始数ヵ月後に遅発性に発症し、肝・腎など多臓器症状を伴う重症薬疹、過敏症候群が注目されている。HHV-6の再活性化の関与が報告されており、皮疹発症2-3週後に抗体価の急上昇を認める、ステロイドが奏功するが、急激な減量・中止は好ましくない。 